# Fulrado di San Quintino
Fulrado (... – 31 gennaio 826) è stato un principe della casa reale carolingia, conte di San Quintino..

## Origine
Era il figlio secondogenito del conte e abate laico di San Quintino Geronimo (che era a sua volta figlio di Carlo Martello, maggiordomo di palazzo di Austrasia ed in seguito maggiordomo di palazzo di tutti i regni dei Franchi e di una sua amante di cui non si conscono gli ascendenti). Sua madre fu Ercheswinda o Ermentrude.

## Biografia
Della sua figura si hanno scarse notizie, ma viene citato dall'abate Folcuino nella biografia di suo fratello, il vescovo Folcuino.
Nel 771 era abate di San Quintino e dopo la morte di Carlomanno I in quell'anno, secondo gli Annales Laurissenses, che lo definiscono cappellano, insieme ad altri prelati ed al vescovo Vilcario, raggiunse a Corbonacum Carlo Magno, per ungerlo re di tutti i Franchi.
Secondo il Capitula Missorum Dominicorum, nell'806, Fulrado venne nominato da Carlo Magno tra i missi dominici.
Nell'823, divenne abate di Lobbes e morì il 31 gennaio dell'826.

## Discendenza
Di Fulrado non si conosce il nome di un'eventuale moglie, né si ha notizia di alcuna discendenza.

### Fonti primarie
- (LA)  Fredegario, Fredegarii Scholastici Chronicum cum suis continuatoribus, sive Appendix ad Sancti Gregorii Episcopi Turonensis Historiam Francorum[collegamento interrotto].
- (LA)  Monumenta Germaniae Historica, Scriptores, tomus XVI.1.
- (LA)  Cartulaire de l'abbaye de Saint-Bertin.
- (LA)  Monumenta Germaniae Historica, Legum, tomus I.
- (LA)  Rerum Gallicarum et Francicarum Scriptores, tomus tertius.
- (LA)  Monumenta Germaniae Historica, Scriptores, tomus I.

### Letteratura storiografica
- Christian Pfister, La Gallia sotto i Franchi merovingi. Vicende storiche, in Storia del mondo medievale, Cambridge, Cambridge University Press, 1999,  pp. 688-711.
- Gerhard Seeliger, Conquiste e incoronazione a imperatore di Carlomagno, in Storia del mondo medievale, Cambridge, Cambridge University Press, 1999,  pp. 358-396.